# Iván Garrido
Ne doit pas être confondu avec Iván Garrido (football).
Iván Gabriel Garrido Triana (né le 19 novembre 1994 à Bogota) est un athlète colombien, spécialiste de la marche.
Il remporte le titre du 20 km lors des Championnats ibéro-américains de 2014, en battant son record en 1 h 22 min 13 s 8, le 2 août 2014 à São Paulo.
Il termine 13e du 20 km lors des Championnats du monde par équipes de 2016 en battant son record en 1 h 21 min 35 s.
Il remporte le titre des Championnats d'Amérique du Sud d'athlétisme espoirs 2016.